# Völva

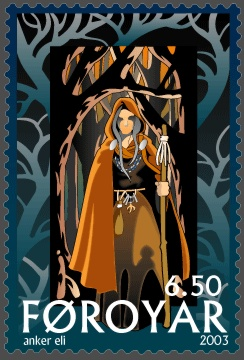
Die Völva Heiði auf einer Briefmarke des Postverk Føroya 2003 von Anker Eli Petersen.

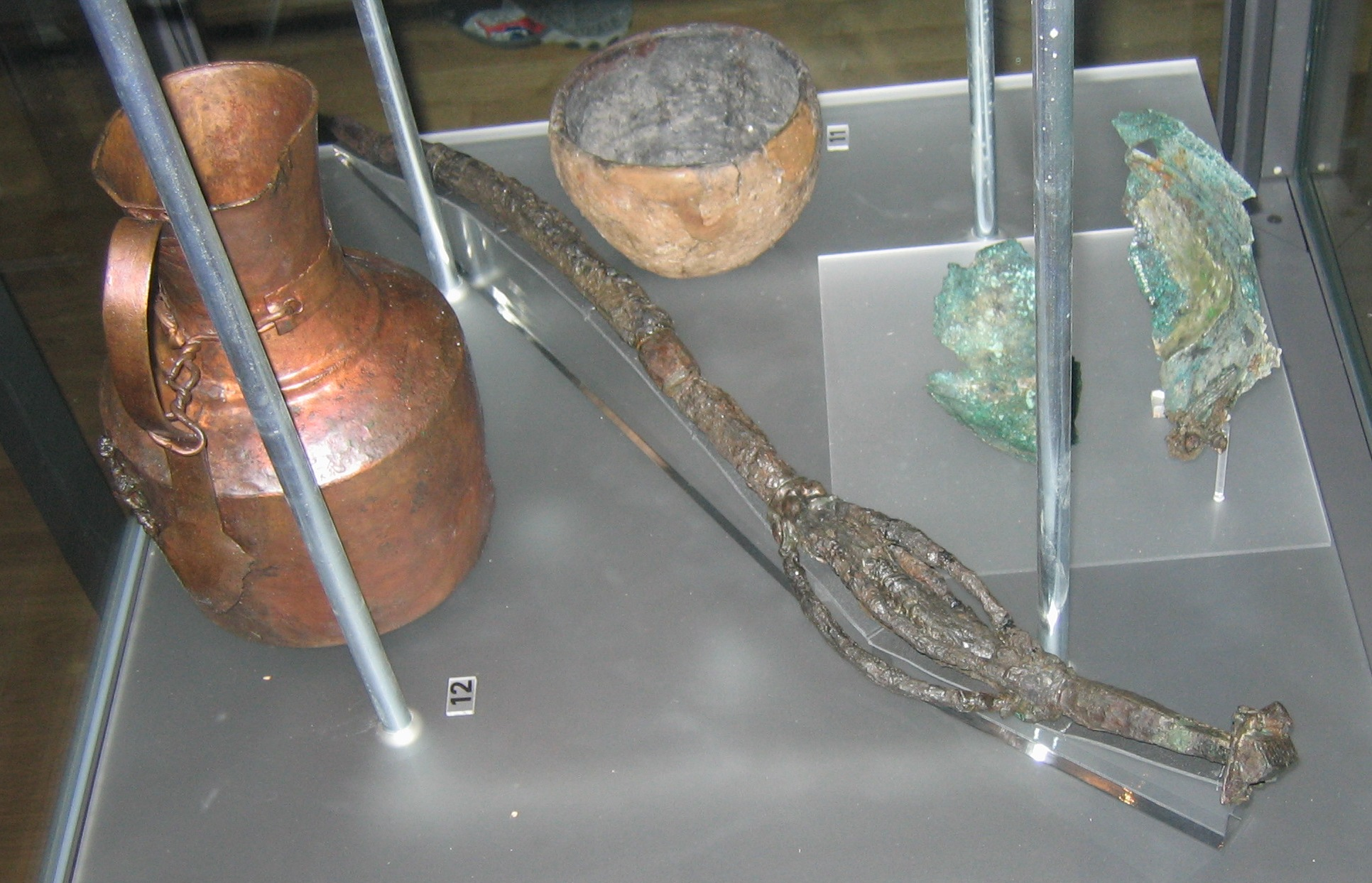
Völvagrab von Öland

Völva ist der altnordische Begriff für eine Seherin, Wahrsagerin, Hexe, Zauberin, Prophetin oder Schamanin. In der germanischen Mythologie ist sie auch als Wala bekannt.

## Allgemeines
Das Wort Völva bedeutet eigentlich ganz einfach „Frau mit Stab“. Den Stab nannte man auch völr. Er war ein Symbol der Macht; im Falle der Völva symbolisiert er die Macht über das Übernatürliche. Das Königszepter und der Zauberstab sind Überbleibsel derselben Symbolik. Das altwestnordische Wort gandr, in heutiger Schreibweise gandur, bedeutet auf Färöisch und Isländisch sowohl „Stab“ als auch „Zauberei“. Möglicherweise handelt es sich auch um ein Phallussymbol, denn es wird verschiedentlich davon berichtet, dass Frauen Phallus-Riten ausführten.
Die Völven waren die Zauberinnen (Seiðr und Galster sind Bezeichnungen für Formen der Zauberei) und Seherinnen (Spá) des Mittelalters. Sie konnten sich in Ekstase versetzen und dann Einsichten in andere Welten gewinnen. Außerdem konnten sie diese Welten sogar besuchen und dort die Antworten auf Fragen suchen, die ihnen gestellt wurden.
Die bekannteste Völva ist Heiði, die in der apokalyptischen Weissagung Völuspá (wörtlich: „Prophezeiung der Völva“) vorkommt: Heiði hana hétu hvars til húsa kom („Heiði [oder: Heiðr] nannten sie sie, wo sie zu den Häusern kam“). Die Völuspá schildert aber keine Rituale. In der Vatnsdœla saga wird eine zauberkundige Finnin (Finna ein fjölkunnig) als Völva bezeichnet.
Eine Beschreibung der Völva Þorbjörg findet sich in der Geschichte von Erik dem Roten:

„Þorkel lud die Seherin zu sich, und man bot ihr einen festlichen Empfang wie er einer Frau ihrer Art gebührte. Man errichtete einen Hochsitz für sie und legte ihr Polster unter. In diesem mussten Hühnerfedern sein. Als sie am Abend eintraf … sah sie so aus: Sie trug einen blauen Mantel mit Spangen. Der war bis zum Saum besetzt mit kostbaren Steinen. Um den Hals hatte sie Glasperlen. Auf dem Haupt trug sie eine Haube von schwarzem Lammfell, innen mit weißem Katzenfell gefüttert. In der Hand hielt sie einen Stab mit einem Knauf oben. Der war mit Kupfer eingelegt, oben am Knauf aber in Steine gefasst. Um den Leib hatte sie einen Gürtel mit Zündschwamm, und daran hing ein großer Lederbeutel, in dem sie die Zaubermittel trug, die sie für ihre Weissagung benötigte. Sie hatte an ihren Füßen zottige Kalbfellschuhe mit langen und starken Riemen und großen Messingknöpfen an deren Enden. An den Händen aber Handschuhe aus Katzenfell, die innen weiß und zottig waren. … Am Ende des folgenden Tages erst richtete man alles für sie her, was sie für ihren Zauber brauchte. Sie hieß Frauen herbeiholen, die das Lied wüssten, das ihr nottue, um ihren Zauber zu Ende bringen zu können und das Varðlokkur heiße.  [d.h. "Schutzweisen, schützende Zaubergesänge"]. (Es findet sich Guðriður, die die Weisen von ihrer Mutter aus Island mitgebracht hatte) Da schlugen die Frauen einen Ring um den Zauberstuhl, auf dem Þorbjörg saß. Dann sang Guðriður das Lied so schön und trefflich, dass alle meinten, nie hätten sie eines mit schönerer Stimme singen hören denn hier. Die Seherin dankte ihr für dieses Lied und sagte: "Manche Geister kamen hierher und dachten, wie schön dieses Lied doch zu hören gewesen sei, – solche, die sich früher von mir abgewandt hatten und mir nicht mehr gehorchen wollten. Jetzt sehe ich viele Dinge deutlich vor mir, die bislang mir wie allen anderen verborgen waren."“

Die männliche Entsprechung war der seiðmann oder fjölkunnigur (Zauberkundiger). Er genoss aber kein besonderes Ansehen. Die Verwendung von Zauber im Kampf galt als feige und unmännlich und wurde in der Regel von Übeltätern benutzt. In einem Kampf, in den Hrolleif, der Sohn einer Zauberin, verwickelt war, trug er einen Kittel, den seine Mutter für Schwerter undurchdringlich gemacht hatte. Im Kampf mit Odd sagt dieser: 

„Illa bíta þig vopnin Hrolleifur og alls konar er þér illa farið, bæði fjölkunnigur og þó að öðru illa siðaður.“

„Schwer beißen dich die Waffen, Hrolleif; all dein Tun ist schändlich, Zauberer du und Schandkerl sonst.“

Weit verbreitet war dagegen die etwas schwächer begabte Spákona, „die Frau, die sieht“, eine Seherin. Von ihrem Ansehen und ihrem Auftreten gibt es eine Darstellung in der Geschichte von Erik dem Roten, die wegen ihrer Ausführlichkeit ein einzigartiges Dokument über die Stellung und Lebensweise einer Spákona ist.

## Trivia
Das isländische Wort tölva für Computer bedeutet eigentlich Zahlen-Seherin, weil es aus den Wörtern für Zahl (tala) und Seherin (völva) geschaffen wurde.